# 白箱模型
数学模型问题经常被归类为黑箱模型或者白箱模型，取决于对于该系统有多少已知的可用于推论的信息。白箱模型(white box models)，是指那些系统内部规律完全清楚的模型。
可以认为所有的模型都是介于“白箱”和“黑箱”之间的“灰箱模型 ”。所以说这个概念只能看作一个凭直觉选择何种模型计算的向导。一般把如用力学、热学、电学以及相关的工程和技术中有明确的可以用来建立模型的公式所建立的模型，认为是一种白箱模型。虽然说他们事实上不是完全的白箱。因为很多情况下人们不可能知道一个系统中所有变化的方程，和一个系统中所有参数之值。
在一个系统的模型中有更多的信息和方程被认为是更精确的。因为如果用了正确的信息，模型就会变得更正确。因此，白箱模型经常被认为是更简单的模型形式。相比之下，灰箱模型还不得不在建模前对于一些参数通过某些方式进行估计。